# Marching to Mars
| Recensione | Giudizio |
| ---------- | -------- |
| AllMusic   | [ 1 ]    |

Marching to Mars è un album di Sammy Hagar, uscito nel 1997 per l'Etichetta discografica MCA Records. È il primo album dell'artista dopo la sua uscita dai Van Halen, l'ultimo da solista che precede quelli incisi assieme al gruppo Waboritas.
In questo disco si assiste all'eccezionale riunione dei membri originali dei Montrose, composta da Hagar, Ronnie Montrose, Bill Church e Denny Carmassi, in occasione delle incisioni del brano "Leaving The Warmth Of The Womb".

## Tracce
1. Little White Lie – 2:53 –  (Hagar)
2. Salvation on Sand Hill  – 4:59 –  (Hagar, Johnson)
3. Who Has the Right?  – 5:20 –  (Chaquico, Hagar, Harms)
4. Would You Do It for Free?  – 4:30 –  (Hagar, Harms)
5. Leaving the Warmth of the Womb  – 5:05 –  (Hagar)
6. Kama  – 5:19 –  (Hagar, Harms)
7. On the Other Hand  – 2:42 –  (Hagar)
8. Both Sides Now  – 4:27 –  (Hagar, Harms)
9. The Yogi's So High (I'm Stoned)  – 6:02 –  (Hagar)
10. Amnesty Is Granted  – 4:23 –  (Hagar)
11. Marching to Mars  – 5:09 –  (Hagar, Hart)

## Formazione
- Sammy Hagar - chitarra, voce
- Denny Carmassi - batteria
- Jonathan Pierce - basso
- Slash - chitarra
- Roy Rogers - steel guitar, chitarra resofonica
- Huey Lewis - armonica
- Damon Johnson - chitarra
- Jesse Harms - tastiere
- Bootsy Collins - basso
- Bill Church - basso
- Ronnie Montrose - chitarra
- Matt Sorum - batteria
- Mike Landau - chitarra
- Mickey Hart - percussioni
- Eric Martin - cori
- Mickey Thomas - cori
- Jesse Harms - cori
- Aaron Hagar - cori